# Turniej o Brązowy Kask 1979
Turniej o Brązowy Kask 1979 – zawody żużlowe, organizowane przez Polski Związek Motorowy dla zawodników do 19. roku życia. W sezonie 1979 rozegrano dwa turnieje półfinałowe oraz finał.

## Finał
- 1979 r., Częstochowa

| Msc. | Zawodnik              | Klub                  | Pkt  |  |  |
| ---- | --------------------- | --------------------- | ---- |  |  |
| 1    | Józef Kafel           | Włókniarz Częstochowa | 13+3 |  |  |
| 2    | Marek Kępa            | Motor Lublin          | 13+2 |  |  |
| 3    | Henryk Jasek          | Sparta Wrocław        | 13+1 |  |  |
| 4    | Krzysztof Głowacki    | Polonia Bydgoszcz     | 13+d |  |  |
| 5    | Mirosław Berliński    | Wybrzeże Gdańsk       | 10   |  |  |
| 6    | Marek Kończykowski    | Apator Toruń          | 7    |  |  |
| 7    | Jarosław Glinka       | Falubaz Zielona Góra  | 6    |  |  |
| 8    | Jerzy Marcinkowski    | Falubaz Zielona Góra  | 6    |  |  |
| 9    | Bernard Dropała       | Kolejarz Opole        | 6    |  |  |
| 10   | Jan Krzystyniak       | Falubaz Zielona Góra  | 6    |  |  |
| 11   | Antoni Skupień        | ROW Rybnik            | 5    |  |  |
| 12   | Stanisław Pogorzelski | Kolejarz Opole        | 5    |  |  |
| 13   | Janusz Kołacki        | Wybrzeże Gdańsk       | 4    |  |  |
| 14   | Ryszard Szymański     | ROW Rybnik            | 1    |  |  |
| 15   | Krzysztof Okupski     | Stal Gorzów Wlkp.     | 1    |  |  |
| 16   | Tomasz Jurczyński     | Włókniarz Częstochowa | 0    |  |  |